# 晶格常數

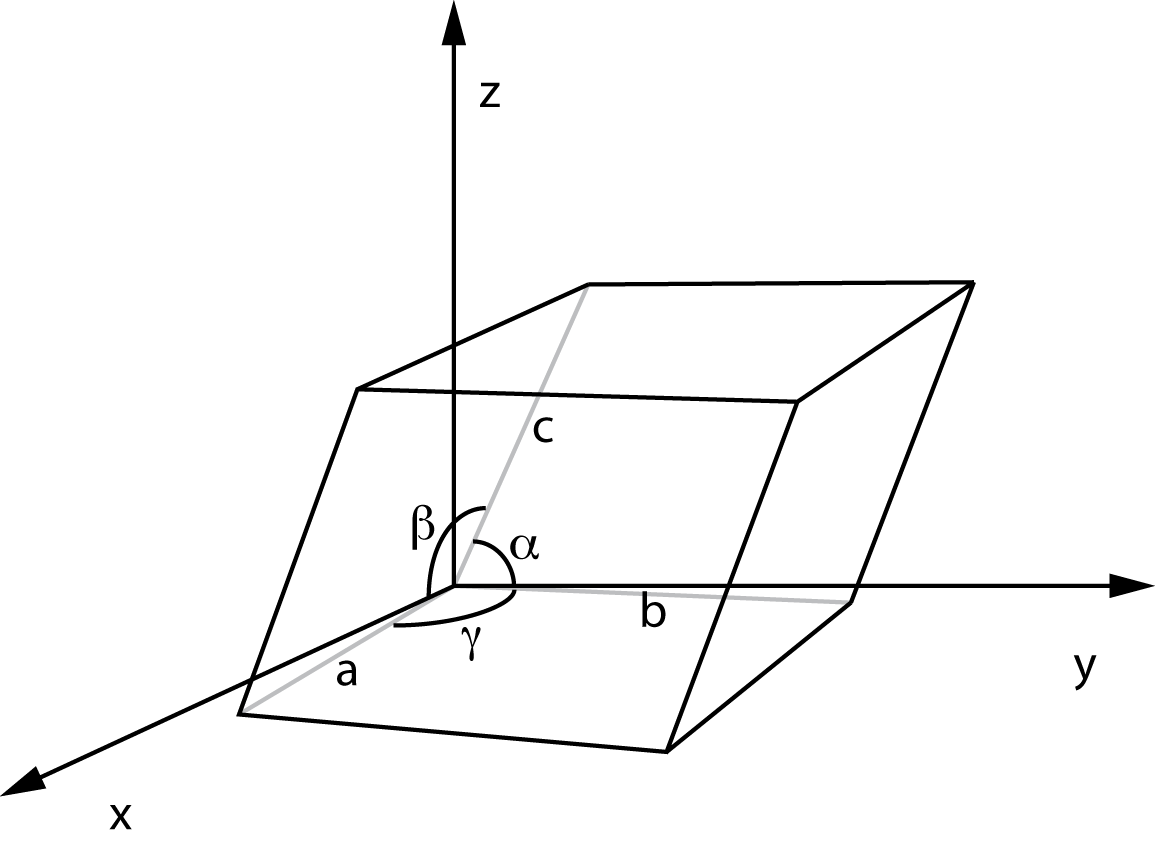
用边长分别为 a, b 和 c 的平行六面体来定义晶胞。其中各边夹角分别为 α, β 和 γ。

晶格常数（英語：lattice constant），或称晶胞参数，或晶格参数，是指晶格中晶胞的物理尺寸。三维空间中的晶格一般有 3 个晶格常数，分别用 a, b 和 c 来表示。但在立方晶体结构这一特殊情形下，这 3 个常数都相等，故仅用 a 来表示。类似的情形还有六方晶系结构，其中 a 和 b 这两个常数相等，因此我们只用 a 和 c。一族晶格常数也可合称为晶格参数 (lattice parameter)。但实际上，完整的晶格参数应当由 3 个晶格常数和 3 个夹角α、β和γ来描述。
例如，对于常见的金刚石，其晶格常数为 a = 3.57 Å (300 K)。这里的晶胞是等边结构，但是仅从晶格常数并不能推知金刚石的实际结构。
晶胞体积可根据晶格常数计算：
{\displaystyle V=abc{\sqrt {1+2\cos \alpha \cos \beta \cos \gamma -\cos ^{2}\alpha -\cos ^{2}\beta -\cos ^{2}\gamma }}.}